# Raphidia beieri
Raphidia beieri är en halssländeart som beskrevs av H. Aspöck och U. Aspöck 1964. Raphidia beieri ingår i släktet Raphidia och familjen ormhalssländor. Inga underarter finns listade i Catalogue of Life.